# Pleurothallis leopardina
Pleurothallis leopardina är en orkidéart som beskrevs av Carlyle August Luer. Pleurothallis leopardina ingår i släktet Pleurothallis och familjen orkidéer. Inga underarter finns listade i Catalogue of Life.